# Imaginaerum
Az Imaginaerum a Nightwish hetedik stúdióalbuma, melyet 2011. november 30-án Finnországban és Svédországban mutattak be, december 2-án és 5-én pedig Európa többi országában, januárban pedig a világ többi részén. Az album első kislemeze a Storytime, melyet november 9-től 14-ig mutattak be. Az albumot megelőző ötlet egy film, azonos címmel, ami az album 13 száma köré épül. 2012 novemberében mutatták be. 
- Filmelőzetes: Imaginaerum Official Teaser Trailer (2012)[1]
- Bemutató: Imaginaerum (2012) Fantasy/Musical - 2012 november 23 (Finnország)[2]

## Számok listája
1. Taikatalvi (2:35)
2. Storytime (5:22)
3. Ghost River (5:28)
4. Slow, Love, Slow (5:50)
5. I Want My Tears Back (5:07)
6. Scaretale (7:32)
7. Arabesque (2:57)
8. Turn Loose the Mermaids (4:20)
9. Rest Calm (7:02)
10. The Crow, the Owl, and the Dove (4:10)
11. Last Ride of the Day (4:32)
12. Song of Myself (13:37)
13. Imaginaerum (6:18)

## Közreműködők
- Anette Olzon – ének
- Tuomas Holopainen – billentyűk
- Erno „Emppu” Vuorinen – gitár
- Marco Hietala – basszusgitár, ének
- Jukka Nevalainen – dob
- Troy Donockley - ír duda, háttérvokál